# Чилое (острво)
Чилое је највеће острво у архипелагу Чилое у Тихом океану. Он се налази у јужном делу делу Чилеа, у региону Лос Лагос. Има 154.755 становника (2002).

## Географија
Са површином од 8.394 km² Чилое је друго по површини острва у Чилеу, након острва Огњена Земља, а пето по величини острво у целој Јужној Америци. Одвојено је од копна мореузом Чакао (Канал Чакао) на северу, а заливом Анкуд и заливом Коковадо на истоку, Тихим океаном на западу и на југу архипелагом Чилое. Главни град је Кастро на истоку.